# Кюк (Тарн)
Кюк (фр. Cuq, окс. Cuc) — коммуна во Франции, находится в регионе Юг — Пиренеи. Департамент — Тарн. Входит в состав кантона Плен-де-л’Агу. Округ коммуны — Кастр.
Код INSEE коммуны — 81075.

## География
Коммуна расположена приблизительно в 580 км к югу от Парижа, в 55 км восточнее Тулузы, в 32 км к югу от Альби.

## Климат
Климат умеренно-океанический. Зима мягкая и дождливая, лето жаркое с частыми грозами. Ветры довольно редки.

## Население
Население коммуны на 2010 год составляло 479 человек.
| 1962 | 1968 | 1975 | 1982 | 1990 | 1999 | 2010 |
| ---- | ---- | ---- | ---- | ---- | ---- | ---- |
| 373  | 322  | 325  | 386  | 414  | 439  | 479  |

## Администрация
| Период | Период | Фамилия         | Партия | Примечания |
| ------ | ------ | --------------- | ------ | ---------- |
| 2001   | 2008   | Люсет Сегюр     |        |            |
| 2008   | 2011   | Жан-Клод Пра    |        |            |
| 2011   | 2014   | Люсет Сегюр     |        |            |
| 2014   | 2020   | Людовик Барбаро |        |            |

## Экономика
В 2007 году среди 296 человек в трудоспособном возрасте (15—64 лет) 223 были экономически активными, 73 — неактивными (показатель активности — 75,3 %, в 1999 году было 64,4 %). Из 223 активных работали 192 человека (112 мужчин и 80 женщин), безработных было 31 (15 мужчин и 16 женщин). Среди 73 неактивных 17 человек были учениками или студентами, 28 — пенсионерами, 28 были неактивными по другим причинам.

## Фотогалерея

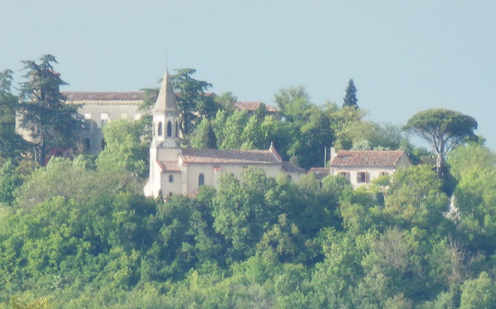
Церковь
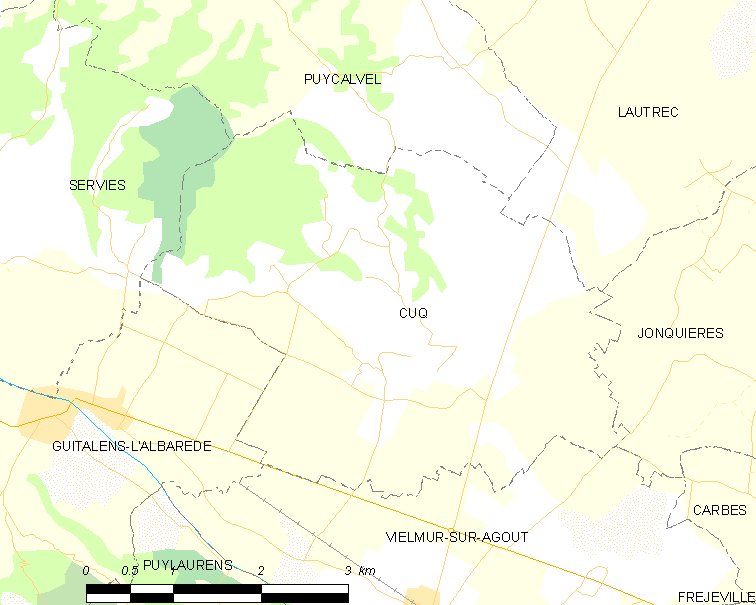
Карта коммуны